# Володимир (князь Дуклі)
Володимир I (*д/н — бл. 1114) — князь Дуклі в 1103—1114 роках.

## Життєпис
Походив з династії Воїславовичів. Син Володимира та онук Михайла I, короля Дуклі. Про дату народження немає відомостей. За правління короля Доброслава II втік до князівства Рашка — близько 1101 року. Тут одружився з донькою великого жупана Вукана I.
У 1103 році розпочалася рашко-дуклянська війна, в якій війська Вукана завдали поразки армії дуклян на чолі з Кочапаром. Останній втік до Захумл'є. Того ж року Вуканом I було оголошено Володимира новим володарем (князем) Дуклі. Останній визнав зверхність Рашки. Протягом усього правління діяв разом з правителем Рашки.
У 1113 або 1114 році Володимира отруїла вдова колишнього короля Костянтина Бодіна — Якінта Барська. Новим паном Дуклі став син останньої — Джорде.